# Солеи
Солеи (лат. Solea) — род лучепёрых рыб из семейства солеевых (Soleidae). Распространены в Индо-Тихоокеанской области, в Восточной Атлантике и Средиземном море. Этот род рыб был впервые выделен и научно описан в 1806 году Конрадом Квензелем.

## Описание
Эти рыбы поджидают добычу на дне, зарывшись в песок. Питаются ракообразными, моллюсками и червями.

## Классификация
В настоящее время в род включают 9 видов:
- Solea aegyptiaca Chabanaud, 1927
- Solea capensis Gilchrist, 1902
- Solea elongata F. Day, 1877
- Solea heinii Steindachner, 1903
- Solea ovata J. Richardson, 1846
- Solea senegalensis Kaup, 1858
- Solea solea (Linnaeus, 1758)
- Solea stanalandi J. E. Randall & McCarthy, 1989
- Solea turbynei Gilchrist, 1904